# Scuola imperiale di giurisprudenza

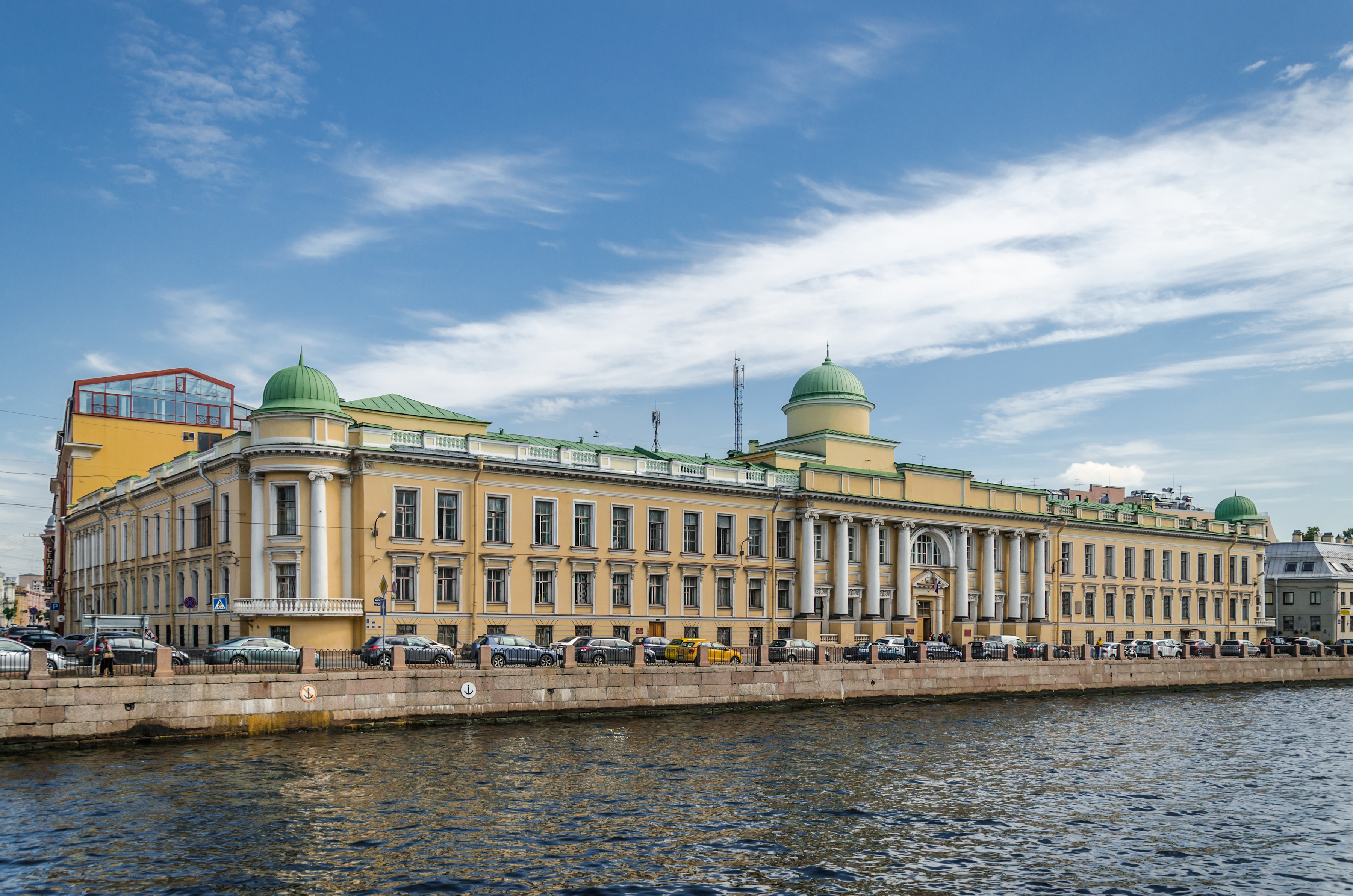
L'edificio della scuola oggi

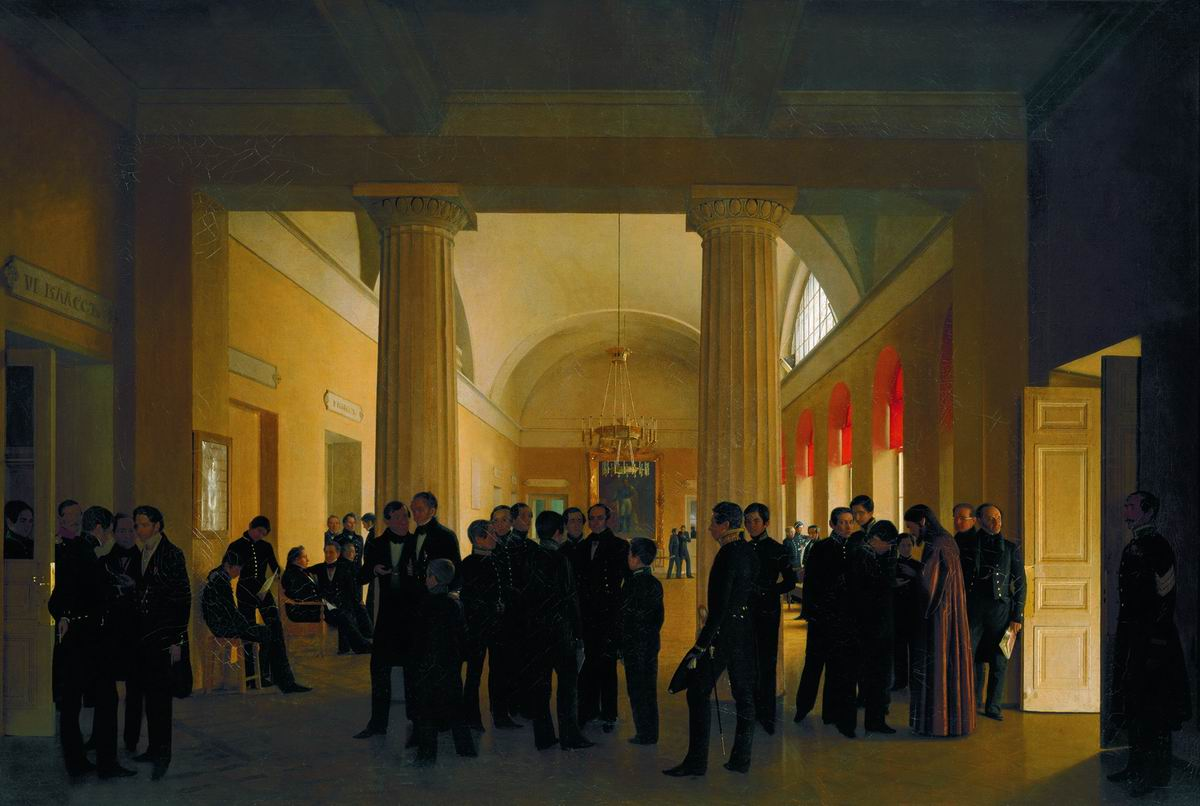
"La sala d'entrata della scuola di giurisprudenza", dipinto di Sergey Zaryanko del 1840

La Scuola imperiale di giurisprudenza (in russo: Императорское училище правоведения, traslitterato Imperatorskoe učilišče pravovedenija) era, insieme al Corpo dei paggi, la più prestigiosa scuola maschile di San Pietroburgo, quando la città era la capitale dell'Impero russo.

## Storia
La scuola per aspiranti funzionari pubblici venne fondata dal duca Pietro di Oldenburgo nel 1835. Le classi erano ospitate in sei edifici lungo il canale della Fontanka. La sede fu ampiamente ristrutturata nel 1893–95 e poi ancora nel 1909–10, quando l'edificio principale fu adornato della caratteristica cupola. Dopo la Rivoluzione d'ottobre del 1917 la scuola fu soppressa, ma il suo ricordo sopravvive nella filastrocca su Čižik-Pyžik.
Fra gli insegnanti c'erano i maggiori giuristi russi dell'epoca, come Anatoly Koni e Włodzimierz Spasowicz. I ragazzi frequentavano la scuola per sei o sette anni.
Fra i diplomati della scuola imperiale di giurisprudenza si contano Ivan Aksakov, Aleksej Apuchtin, Konstantin Pobedonoscev, Aleksandr Serov, Vladimir Stasov, Pëtr Il'ič Čajkovskij e suo fratello minore Modest Il'ič Čajkovskij.

## Fonte
- Соболевский В. И. Императорское училище правоведения в 1885-1910 годах, San Pietroburgo, 1910.